# 14014 Мюнхгаузен
14014 Мюнхга́узен (14014 Münchhausen) — астероїд головного поясу, відкритий 14 січня 1994 року.
Тіссеранів параметр щодо Юпітера — 3,209.